# Jan z Celle
Jan z Celle (ur. ok. 1310 we Florencji, zm. ok. 1394) – błogosławiony katolicki, benedyktyn i eremita.
Pochodzący ze szlacheckiej rodziny potomek właścicieli Catignano. Był przełożonym benedyktyńskiego klasztoru Trójcy Świętej w Vallombrosa. Zdegradowany za przewinienie, o którym nie zachowały się informacje, po odbyciu rocznej kary w twierdzy Pitiana odmówił powtórnego objęcia godności przeora i podjął pokutnicze życie w pustelni w pobliżu klasztoru. Będąc już pustelnikiem prowadził korespondencję z duchownymi i świeckimi, władcami Florencji i politykami. W swoich listach zabiegał o poparcie dla papieża Urbana VI, stawał w obronie św. Katarzyny ze Sieny. W samotni przebywał przez czterdzieści lat, studiując, modląc się i pisząc. Określany jako prawdziwy humanista, znawca literatury starożytnej i współczesnej, erudyta i epistolograf.
Zapamiętany został jako ceniony przewodnik duchowy. Giuseppe De Luca określił bł. Jana z Celle mianem dobrego i żywego prozatora.
Jego wspomnienie obchodzone jest 10 marca.

## Źródła internetowe
- Domenico Agasso, Beato Giovanni Delle Celle (wł.)